# 澳門連勝馬路連環爆炸案
連勝馬路連環爆炸案發生於1998年9月8日，是澳門史上罕見且恐怖的汽車連環炸彈案。狂徒首先在一輛停泊在連勝馬路的水警警官座駕的車底及其前面的一輛電單車的雜物箱內裝設炸彈，其後先引爆裝在車底的炸彈，及至警方和記者到場後片刻，再遙控引爆另一枚炸彈，造成10名記者及5名警員受傷。港澳各界一致譴責暴行。

## 背景
1998年的澳門正處於暴力浪潮最高峰的時候，在案發前的數個月內已發生多宗兇殺、縱火燒車及多家餐廳被炸的案件，在此段期間坊間更流傳着「三日一小爆，十日一大爆」這一口頭禪，可想而知當時澳門治安的不穩程度。

## 事件經過

### 接報第一枚炸彈爆炸
1998年9月8日凌晨約1時45分，澳門司警接報指連勝馬路竹林寺對面有一輛紅色私家車發生爆炸，當局遂派出大批治安警察和司警司探員到場調查，發現停泊在連勝馬路93號A鋪前面的一輛紅色私家車車尾玻璃碎裂，調查工作隨即展開。同時三間香港電視台包括無綫電視、亞洲電視、有線電視，以及澳廣視和多家澳門報館等十多名攝影記者均到場採訪。

### 記者繞過封鎖線
由於位於光復街和羅白沙街的一段連勝馬路兩個街口均被司警封鎖，但位於案發位置前面的一條小巷——金雞納圍——並未被司警封閉，而該小巷是可以通往與羅白沙街連接的盧九街，所以多家電視台及報館的記者一同16人，為求最佳拍攝位置，繞道進入金雞納圍此一「缺口」進入封鎖範圍，並在案發的私家車周圍進行採訪。與此同時，司警正在現場搜集證據，而警方並未對記者作出加以阻撓。

### 搜證近尾聲第二枚炸彈引爆
凌晨約2時15分，正當警員調查及搜集證據工作進入尾聲時，5名警官及警員在案發現場周圍作最後取證，在場記者拍攝最後幾個鏡頭後準備離開，部份人分別朝盧九街方向離開金雞納圍及直接從連勝馬路往光復街離開。
就在此時，停泊在私家車前面的一架電單車突然發生猛烈爆炸着火，5名警員首當其衝全部倒地。其中首席偵查員陳家槊右邊身體被炸爛，當場昏迷。而正身處於金雞納圍的記者，當中10人被炸傷，其中無綫電視駐澳門攝影師譚金榮的手掌被炸至穿洞，華僑報記者衛威業右手臂肌肉被碎片削去，多人血流披面向盧九街撤退，有些更直接徒步往當時位於連勝街的鏡湖醫院急診部救治。但部份受傷記者仍奮不顧身，冒着可能再次爆炸的危險，繼續拍攝爆炸情況。
而在附近的警員立即冒險上前搶救同僚，及後消防車到場將火救熄，電單車已炸成一堆廢鐵。事後被炸的私家車亦被拖走。

## 挑戰警方
澳門警方發言人於同日早上表示，現場檢獲的爆炸碎片和證物已正在化驗中，初步懷疑匪徒是用兩個用遙控引爆土製炸彈，並相信暴徒熟悉警方的查案方式，不排除在場記者也是襲擊的目標之一，目的是阻嚇記者，以打擊市民知情權，並指出有人以此引起公眾恐慌，及向警方挑戰，以表示不滿警方打擊有組織罪案。

## 譴責
事件引起廣泛關注，被認為是澳門有史以來最恐怖的連環炸彈案，也是澳門新聞史上最嚴重的記者遇襲事件，港澳各界一致譴責暴行。
而當時正身處葡萄牙的澳督韋奇立發表聲明，譴責犯罪集團的挑釁行為升級，相信是與案件發生前當局打擊暴力犯罪活動逐漸取得成效有關，並相信是次事件不單只針對司警，而且針對傳媒。
中國外交部稱中方高度重視澳門治安，澳門各界要求當局加緊緝兇，嚴懲兇徒。